# Qulleq
Qulleq (nombrado por un estilo tradicional de lámpara de aceite de ballena) es un partido político groenlandés, que se formó en 2023 a partir de antiguos miembros de los partidos Siumut y Naleraq. La plataforma del partido está centrada en una rápida independencia de Dinamarca y el inicio de la extracción de petróleo de Groenlandia.
El 13 de febrero de 2025, el partido logró inscribirse para sus primeras elecciones en las elecciones generales de Groenlandia de 2025, tras reunir los 856 apoyos de votantes necesarios para que un partido político pueda presentarse a esas elecciones.En ese momento aún no se habían concretado los candidatos para las elecciones, ni tampoco los candidatos para las elecciones municipales del 1 de abril de 2025.

## Liderazgo
Cuando se formó el partido en marzo de 2023, el presidente era Henrik Fleischer, quien anteriormente fue miembro de Siumut. Durante su primera elección parlamentaria, el presidente fue Karl Ingemann.

## Resultados electorales

### Inatsisartut
| Elección | Votos | Votos | Escaños | Escaños |
| Elección | N°    | %     | N°      | +/-     |
| -------- | ----- | ----- | ------- | ------- |
| 2025     |       |       |         | Nuevo   |